# Тарасов, Фёдор Илларионович
Фёдор Илларио́нович Тара́сов (1915—1944) — подполковник, артиллерист, участник Великой Отечественной войны, Герой Советского Союза.

## Биография
Тарасов Фёдор Илларионович родился в семье рабочего 6 января 1915 года в деревне Стогово Вяземского уезда Смоленской губернии, Российская империя. Отец работал грузчиком в городе Вязьма, а с 1918 года — стрелочником на станции Исаково. После окончания 7-ми классов неполной средней школы в Исаково Фёдор начал работать здесь же на железнодорожной станции учеником слесаря, затем работал слесарем в городе Малоярославец. Эти населённые пункты относились тогда к Центральнопромышленной (в 1929), затем к Московской (с 1929) области Через некоторое время Фёдор переезжает в Западно-Сибирский край и устраивается работать счетоводом на железнодорожной станции Межениновка близ города Томска. По достижении 18 лет, в 1933 году добровольцем был принят в ряды Красной Армии. Призыв осуществлён в Кузбассе — Сталинским военкоматом Западно-Сибирского края. Откомандирован на обучение в 6-ю Томскую артиллерийскую школу, которую успешно окончил в 1936 году, стал младшим командиром РККА, выбрал путь кадрового военного. После окончания Томской артиллерийской школы был направлен для прохождения дальнейшей службы на Дальний Восток, где в 1938 году стал участником боёв у озера Хасан против частей японской армии на границе СССР в Маньчжурии.

### Участие в Великой Отечественной войне
Переведён в состав действующей армии на фронт Великой Отечественной войны с апреля 1942 года. В составе 48-й армии воевал на Брянском, Центральном, Белорусском и 2-м Белорусском фронтах. Командовал 479-м армейским миномётным полком. Летом и осенью 1943 года участвовал в Орловской стратегической наступательной операции «Кутузов», в боях по освобождению Левобережной Украины и юго-западной части Брянской области, в Гомельско-Речицкой операции, Бобруйской и других операциях на территории Белоруссии. За мужество и героизм, проявленные в боях с немецкими захватчиками в ходе Орловской операции, приказом командующего войсками 48-й армии № 070/н от 4 августа 1943 года был награждён первой боевой наградой — орденом Красного Знамени.
Командуя 479-м армейским миномётным полком на Белорусском фронте, участвовал в боях за расширение и удержание плацдарма на правом берегу реки Сож, а в ходе Гомельско-Речицкой операции освобождал город Речицу. Город был освобождён 17 ноября 1943 года, за что приказом Верховного Главнокомандующего полку было присвоено почётное наименование Речицкого, а всему личному составу, участвовавшему в освобождении Речицы, приказом ВГК от 18 ноября 1943 года была объявлена благодарность и в честь мужественных воинов в Москве дан салют двенадцатью артиллерийскими залпами из 124 орудий. Отмечены были и личные заслуги командира полка — приказом командующего войсками 48-й армии № 0252/н от 21 декабря 1943 года подполковник Тарасов был награждён орденом Александра Невского.
В начале 1944 года войска 48-й армии, проведя частную операцию в направлении на Бобруйск (Белоруссия), улучшили своё положение и до лета 1944 года вели позиционные бои. С началом Белорусской стратегической операции, наступая на бобруйском направлении, войска армии 26 июня овладели городом Жлобин, а затем, во взаимодействии с 65-й армией, разгромили группировку противника, окружённую в районе Бобруйска, и 29 июня полностью освободили этот город. За умелое командование миномётным полком в ходе наступления в Белоруссии и участие в освобождении города Бобруйска, приказом командующего войсками 1-го Белорусского фронта № 0175/н от 14 августа 1944 года подполковник Тарасов был награждён орденом Суворова III степени (№ 9285).
Продолжая наступление по Белоруссии в направлении на город Брест, войска армии, во взаимодействии с войсками 65-й и 28-й армий, в ходе 3-дневных боёв, разгромили группировку противника в районе города Барановичи и к концу июля вышли в район южнее города Сураж. В августе — начале сентября они прошли с боями около 150 километров и к 8 сентября вышли к реке Нарев, на рубеже Ружаны — Пултуск, где перешли к обороне. Однако полк Тарасова уже 4 сентября 1944 года, в составе передового отряда 48 армии 2-го Белорусского фронта, обеспечивал огнём форсирование стрелковыми частями реки Нарев у деревни Дроздово (в 10 км южнее города Ружаны). В течение нескольких последующих дней полк участвовал в отражении многочисленных контратак противника, нанеся ему значительный урон в живой силе и боевой технике.
За умелое командование полком, мужество и героизм, проявленные в боях на захваченном плацдарме, командующий артиллерией 399-й стрелковой Новозыбковской дивизии, части которой поддерживали миномётчики 479-го миномётного полка, представил подполковника Тарасова ко второму ордену Красного Знамени.
Из представления к награждению (сохранена орфография и формат дат из оригинала):

 …Подполковник Тарасов поддерживал своим полком 1343 стрелковый полк 399 стрелковой дивизии в течение нескольких месяцев. За время летних наступательных боев 399 сд отличалась в прорывах обороны противника и преследовала его; 479 миномётный полк всегда оказывал эффективную поддержку огнём. Подполковник Тарасов не жалел своих сил в борьбе с немецкими захватчиками, хорошо организовал систему и мощь огня. 27.08.44г. в районе д. Коломия — шоссейная дорога противник силой до батальона предпринял контратаку из района двух отдельных домиков. Мощным миномётным огнём полка противник был рассеян и затем отброшен на исходные позиции. При прорыве вражеской обороны в районе Медлинек — Рынек 03.09.44г. т. Тарасов проявил мужество и храбрость. До начала артподготовки им была проделана большая подготовительная работа. Являясь командиром группы поддержки пехоты (ПП) 1343 сп, Тарасов в период артподготовки обеспечил высокую эффективность огня. Огневой вал на рубеже Рынек был проведен полком с большой эффективностью, что дало возможность 1343 сп первому прорвать сильно укреплённую долговременную оборону противника и выйти на линию железной дороги. Противник, стараясь задержать продвижение 1343 сп, открыл сильный огонь с флангов. 1343 сп совершил смелый манёвр: отражая контратаки с флангов, Тарасов умело перегруппировал силы артиллерии и миномётов и сосредоточенными ударами группы ПП подавлял артсредства на флангах. В результате 1343 сп, сломив сопротивление противника, вышел к реке Нарев и с ходу форсировал её. Подполковник Тарасов организовал огневое прикрытие пехотным частям, форсировавшим реку, и одновременно начал переправу артиллерии и миномётов на правый берег р. Нарев. Благодаря чёткому руководству со стороны подполковника Тарасова, переправа прошла организованно. 08.09.44 г. противник под прикрытием сильного артминомётного огня перешёл в контратаку с целью ликвидации плацдарма на правом берегу р. Нарев. Благодаря централизованному управлению группой ПП под руководством Тарасова огонь артиллерии противника был подавлен, контратака отбита. За все время боёв находится на НП или в боевых порядках пехоты. В боях мужествен и храбр…  
Тяжесть боёв по сохранению стратегического положения, проявленные в них инициатива и эффективность подполковника Тарасова и его подразделения, повлияли на решение вышестоящего командования изменить представление к ордену Красного Знамени на представление к званию Героя Советского Союза. Кроме указанного представления к награде, параллельно было сделано ещё одно представление — к медали «За боевые заслуги». Однако получить эти награды Ф. И. Тарасов уже не мог. В одном из непрекращающихся боёв, в пригороде уже польского Острув-Мазовецка подполковник Тарасов погиб 23 октября 1944 года. В этом городе он и был похоронен. Извещение о гибели было направлено семье в Новосибирскую область на железнодорожную станцию Межениновка. Туда же был отправлен и орден Отечественной войны I степени № 111508, которым подполковник Тарасов был награждён за свой последний бой командующим войсками 48-й армии приказом № 0619/н от 16 ноября 1944 года.
Представление к званию Героя Советского Союза было в Москве поддержано. Указом Президиума Верховного Совета СССР от 10 апреля 1945 года, за мужество и героизм, проявленные в борьбе с немецкими захватчиками, командиру 479-го миномётного полка 48-й армии 2-го Белорусского фронта подполковнику Тарасову Фёдору Илларионовичу было присвоено звание Героя Советского Союза (посмертно).
Третьей наградой, которой подполковник Тарасов был награждён уже после своей гибели, стала медаль «За боевые заслуги» — награждён согласно Указу Президиума Верховного Совета СССР от 3 ноября 1944 года за 11-летнюю безупречную службу в Красной Армии.

## Награды
- Медаль «Золотая Звезда» Героя Советского Союза (10.04.1945);
- орден Ленина (10.04.1945);
- орден Красного Знамени (№ 70696, 04.08.1943);
- орден Суворова III степени (№ 9285, 14.08.1944)
- орден Александра Невского (№ 907, 21.12.1943);
- медаль «За боевые заслуги» (03.11.1944).

## Память
- Имя Фёдора Илларионовича Тарасова представлено на Памятной стеле томичей — Героев Советского Союза в Мемориальном комплексе Лагерного сада (Томск).
- Фотографии и биография Ф. И. Тарасова представлены в школьных музеях Смоленщины и Санкт-Петербурга.